# Nikkasvuollijaure
Nikkasvuollijaure är en sjö i Kiruna kommun i Lappland och ingår i Torneälvens huvudavrinningsområde. Sjön har en area på 0,0912 kvadratkilometer och ligger 561,1 meter över havet. Nikkasvuollijaure ligger i Torneträsk-Soppero fjällurskog Natura 2000-område.

## Delavrinningsområde
Nikkasvuollijaure ingår i det delavrinningsområde (759094-166225) som SMHI kallar för Mynnar i Torneträsk. Medelhöjden är 606 meter över havet och ytan är 28,25 kvadratkilometer. Räknas de 4 avrinningsområdena uppströms in blir den ackumulerade arean 122,24 kvadratkilometer. Ripasätno som avvattnar avrinningsområdet har biflödesordning 2, vilket innebär att vattnet flödar genom totalt 2 vattendrag innan det når havet efter 455 kilometer. Avrinningsområdet består mestadels av skog (47 procent) och kalfjäll (41 procent). Avrinningsområdet har 1,19 kvadratkilometer vattenytor vilket ger det en sjöprocent på 4,2 procent.